# Station Jamielnik
Station Jamielnik is een spoorwegstation in de Poolse plaats Jamielnik.